# Dahi
Dahi fou un petit estat tributari protegit de l'Índia, a l'Agència Bhil i després Agència de l'Índia Central. Era del tipus thakurat garantit a Chakalda, i era tributari dels Holkar d'Indore al que pagava un tribut de 30 lliures.